# Jean Espagnolle
Jean Espagnolle (* 5. Januar 1829 in Ferrières; † 29. Oktober 1918 in Arthez-d’Asson) war ein französischer Autor, Romanist und Baskologe.

## Leben und Werk
Espagnolle war katholischer Geistlicher in verschiedenen Gemeinden in Frankreich. 1900 trat er in den Ruhestand und kehrte in seine Pyrenäenheimat zurück. In der Einsamkeit seiner Pfarrhäuser erarbeitete er ein sprachwissenschaftliches Werk zum Französischen und zum Baskischen.

## Werke
- Les feuilles et les fruits, Paris 1871 (Gedichte)
- L'origine du français, 3 Bde., Paris 1886–1889
- La clef du vieux français, Paris 1890
- L'origine de notre vieille langue ou du galou [gaulois], Paris 1891
- Le vrai dictionnaire étymologique de la langue française, Paris 1896
- L'origine des Basques, Pau 1900, Nîmes 1996
- L'origine des Aquitains, Pau 1908
- Le néo-latinisme, Paris 1909